# سفارة المكسيك في بولندا
سفارة المكسيك في بولندا هي أرفع تمثيل دبلوماسي لدولة المكسيك لدى بولندا. تقع السفارة في وهي تهدف لتعزيز المصالح المكسيكية في بولندا.

## وصلات خارجية
- الموقع الرسمي
- قائمة سفارات المكسيك
- قائمة السفارات في بولندا